# Matt Dearborn
Matt Dearborn este un producător american de televiziune. Este unul dintre creatorii serialui Zeke și Luther. Lucrează la Disney channel, drept producător, iar la Disney XD, drept creator.